# Свјебођин
Свјебођин (пољ. Świebodzin) је град у Пољској у Војводству Лубушком у Повјату свјебођинском. Према попису становништва из 2011. у граду је живело 22.166 становника.

## Становништво
Према прелиминарним подацима са пописа, у граду је 2011. живело 22.166 становника.
| 2002.  | 2011.  | 2012.  |
| ------ | ------ | ------ |
| 21.922 | 22.166 | 22.109 |

## Партнерски градови
- Херцберг
- Фризојте